# Società Officine Meccaniche e Fonderie Michele Ansaldi
Die Società Officine Meccaniche e Fonderie Michele Ansaldi war ein italienischer Hersteller von Automobilen.

## Unternehmensgeschichte
Michele Ansaldi gründete am 7. März 1905 das Unternehmen. Er hielt 55 % der Anteile, Fiat die restlichen 45 %. Das Gesamtkapital betrug 850.000 Lire. Das Unternehmen war in der Via Cuneo in Turin ansässig und produzierte Automobile. Der Markenname lautete Fiat-Ansaldi. 1906 übernahm Brevetti Fiat das Unternehmen. Michele Ansaldi gründete daraufhin zusammen mit Matteo Ceirano die Società Ligure Piemontese Automobili.

## Fahrzeuge
Das einzige Modell 10/12 HP hatte einen Vierzylindermotor mit 3053 cm³ Hubraum, ein Dreiganggetriebe und Kettenantrieb.